# KOMAZA
KOMAZA — международная некоммерческая организация и социальное предприятие, базирующееся в США. Основано в 2006 году студентом Брауновского университета Тевисом Говардом, который долгое время провёл в Килифи. Целью организации является создание стабильных экономических возможностей для бедных фермеров, живущих в засушливых районах Восточной Африки. Работая через деревенских сотрудников, KOMAZA помогает семьям с низкими доходами эффективно вести лесозаготовительную деятельность (по аналогии с микрокредитованием организация называет этот бизнес «микролесоводством»).
Бизнес-модель KOMAZA — комбинация микрофинансирования, лесоводства, деревообработки и защиты лесных ресурсов, так как в Африке бедность и экологическая деградация тесно связаны. Организация определяет группы фермеров, рекомендованных руководством деревни или района, после чего предоставляет им свои методики и кредиты под низкие проценты для приобретения семян, саженцев, удобрений и инвентаря. Также KOMAZA обучает фермеров преобразовывать необработанные земли в высокопродуктивные лесные угодья, предоставляет им услуги по эффективному ведению хозяйства и улучшению сбыта продукции. Полученную прибыль фермеры могут инвестировать в открытие собственного дела, образование детей или более качественное здравоохранение. 
В 2008 году инвесторами KOMAZA стали Фонд Мулаго и Draper Richards Kaplan Foundation, а Тевис Говард получил стипендию от Rainer Arnhold Fellowship. В 2010 году Говард получил премию за инновации от Social Venture Network. К концу 2010 года с помощью 2 тыс. семей фермеров KOMAZA посадила более 275 тыс. быстрорастущих и стойких к засухе деревьев (в основном эвкалиптов). К концу 2014 года с помощью 5 тыс. фермеров было высажено 1,5 млн деревьев, в планах организации к 2020 году посадить 20 млн деревьев и привлечь к сотрудничеству тысячи новых фермеров. Получив 2 млн долл. инвестиций и грантов, KOMAZA создала бизнес стоимостью свыше 26 млн долл..     